# Gabriel Lisette
Gabriel Lisette, né le 2 avril 1919 à Portobelo (Panama) et décédé le 3 mars 2001 à Port-de-Lanne (Landes), est un homme politique français et tchadien. Il joue un rôle important dans la décolonisation du Tchad.

## Biographie
Gabriel Lisette est issu d'une famille de marins-pêcheurs et d'artisans antillais ; son père est établi en Guadeloupe, à Sainte-Rose, ville dont son arrière-grand-père est maire. L’espagnol et le patois créole sont les langues de son enfance. Après ses études au lycée Carnot de Pointe-à-Pitre, puis au lycée Henri-IV à Paris, il intègre à l'été 1941 l'École nationale de la France d'outre-mer, et devient diplomate.
De 1944 à 1946, il est chargé des affaires politiques à Brazzaville avant de rejoindre le Tchad comme adjoint au chef du département de Logone
. Convaincu de la nécessité de donner aux colonies françaises le droit de déterminer par elles-mêmes leur propre avenir, Gabriel Lisette rejoint le jeune Rassemblement démocratique africain (RDA). Il fonde également le Parti progressiste tchadien (PPT), section locale du Rassemblement démocratique africain en 1947. 
Il se présente pour la première fois à la tête d'une « liste d'union tchadienne », malgré ses origines non-africaines, dans le « collège des autochtones », aux élections législatives du 10 novembre 1946 dans le Tchad (AEF). Avec 7 268 voix sur 17 598 suffrages exprimés, il bat de quelques dizaines de voix le député sortant Guy de Boissoudy.
À 27 ans, Gabriel Lisette est l'un des plus jeunes parlementaires de la législature. Il est nommé membre de la Commission des territoires d'outre-mer, dont il est aussi élu secrétaire. Cette Commission le désigne  pour représenter l'Assemblée nationale au sein du conseil de surveillance chargé de suivre la gestion de la Caisse centrale de la France d'outre-mer.
Dès les premières semaines de la législature, Gabriel Lisette s'engage en faveur d'une décolonisation progressive et pacifique ; il œuvre en ce sens au sein du RDA, aux côtés notamment de Félix Houphouët-Boigny et de Hamani Diori. L'un de ses premiers textes est une proposition de loi, déposée le 30 juillet 1947 avec quelques autres parlementaires issus pour la plupart des colonies, visant à « réprimer les discriminations raciales dans les territoires d'outre-mer ». 
« La Constitution, adoptée par le peuple de France le 13 octobre 1946, marque dans ses articles 80 et 82 la volonté de la IVe République d'en finir avec le régime d'injustices et d'abus qui, jusqu'à présent, fait loi. Il faut constater cependant que, huit mois après l'adoption de la Constitution, il n'y a rien de changé », lit-on dans l'exposé des motifs.
Les auteurs du texte dénoncent avec vigueur les pratiques ségrégatives en cours : « le contact des civilisations et la politique de l'assimilation ont entraîné un grand bouleversement dans les mœurs et coutumes des populations d'outre-mer. Les traditions alimentaires et vestimentaires n'y ont pas échappé. Les jeunes générations qui ont bien assimilé les enseignements de bon goût qui leur ont été donnés ont pris l'habitude de manger, boire et s'habiller à l'européenne. Aujourd'hui, on leur refuse farine, sucre, lait concentré, pétrole, tissus, indistinctement et sans ménagement puisqu'on leur répond souvent, trop souvent :  il n'y en a pas pour les nègres ! ». 
Le combat de Gabriel Lisette se heurte à de vives résistances. Une partie des députés sont indignés de sa proposition de résolution déposée le 2 juin 1949, visant à inviter le gouvernement à proposer, à l'occasion du transfert au Panthéon des cendres de Victor Schœlcher et de Félix Éboué, un projet de loi d'amnistie des délits politiques dans les territoires d'outre-mer. 
Il est membre du cabinet de François Mitterrand, ministre de la France d'outre-mer de juillet 1950 à 1951.

Candidat aux élections législatives du 17 juin 1951, dans le collège des « citoyens de statut français » de la circonscription d'Oubangui-Chari-Tchad, à la tête de la liste du Parti progressiste tchadien, Gabriel Lisette ne recueille que 14 497 voix sur 164 311 suffrages exprimés, contre 123 456 voix pour la liste d'Union démocratique tchadienne conduite par le sénateur Mohamed Bechir-Sow, qui emporte les deux sièges à pourvoir. Il retrouve alors ses fonctions d'administrateur de la France d'outre-mer, mais continue à militer au sein du RDA, dont il assure la vice-présidence, et exerce à partir de 1951 le mandat de député de la région de Logone à l'assemblée territoriale du Tchad.
Aux élections législatives du 2 janvier 1956, Gabriel Lisette conduit une liste d'union soutenue notamment par le RDA, l'UDSR et les radicaux socialistes. Il obtient 130 843 voix sur 294 654 suffrages exprimés et emporte l'un des deux sièges à pourvoir, l'autre échéant à la tête de la liste d'Action sociale tchadienne, Arabi El Goni. Les autres candidats protestent contre les conditions du scrutin, mais le 4e Bureau, sur le rapport de Pierre de Chevigny, valide l'élection, considérant qu'« aucun des faits reprochés ne serait de nature à mériter par principe une décision d'invalidation ». L'année de son élection, Gabriel Lisette est porté à la tête de la mairie de Fort-Lamy - future capitale de l'État du Tchad, qui sera rebaptisée par la suite du nom de N'Djaména ; en 1957, il devient pour deux ans chef du gouvernement du Tchad.
Spécialiste des problèmes de l’économie africaine, il présente en septembre 1957 le rapport économique devant le congrès du RDA à Bamako. En 1959, il devient vice-premier ministre chargé des relations extérieures et du plan, mais aussi ministre conseiller chargé des affaires économiques. 
Au cours de la législature, Gabriel Lisette devient l'une des chevilles ouvrières du processus de décolonisation en Afrique-Équatoriale française, contribuant de façon déterminante à l'élaboration de la « loi-cadre Defferre » - votée en 1956 et mise en œuvre à partir de 1957. Le général de Gaulle en fait l'un des principaux relais de sa politique africaine (au Comité consultatif constitutionnel) lorsqu'il revient aux affaires, à l'été 1958. Avec Lamine Gueye, Félix Houphouët-Boigny, Léopold Sédar Senghor et Philibert Tsiranana, Gabriel Lisette constitue un groupe de travail chargé d'élaborer les articles de la nouvelle Constitution régissant les relations entre la France et ses colonies au sein de la « Communauté française ». Le 1er mai 1959, il est nommé, avec Houphouët-Boigny, Senghor et Tsiranana, ministre-conseil pour la Communauté du gouvernement Debré. Il assume cette responsabilité jusqu'en mai 1961, tandis que s'enlise le projet politique de Communauté française.
L'indépendance du Tchad acquise en août 1960 le place dans la position de chef naturel du nouvel État. Toutefois, les oppositions au sein du PPT sont nombreuses, notamment de la part de François Tombalbaye, chef du gouvernement depuis juin 1959, dont l'animosité envers Lisette date du début de l'Union française. Réussissant un habile rapprochement avec l'opposition constituée Parti National Africain, organe des musulmans du Nord, Tombalbaye réussit au mois d'août à démettre son rival de ses fonctions de vice-premier ministre chargé de la coordination économique, du plan, du tourisme et des relations extérieures. L'opposition du Nord contre le Sud, mise en œuvre à cet instant au bénéfice d'un groupe politique, est la première expression d'une stratégie dont les dérives coûteront fort cher au pays. Contraint à l'exil, Lisette retourne alors en France.
Dans les années qui suivent, Gabriel Lisette tente à plusieurs reprises de retrouver dans la vie politique nationale un rôle à la mesure de ses responsabilités passées. Il présente en particulier sa candidature aux élections législatives de 1967 et de 1968 dans la deuxième circonscription de la Guadeloupe, mais il échoue dans les deux cas, de quelques centaines de voix, face au communiste Paul Lacavé. Gabriel Lisette se présente, sans plus de succès, aux élections cantonales à Sainte-Rose, en mars 1976. 
En 1976, il fonde une association à but humanitaire, la Société mutuelle des originaires d'Outre-Mer (SMODOM) sur le modèle des sociétés d'entraide du XIXe siècle. Il publie enfin en 1983 un livre sur les événements auxquels il avait participé au sein du RDA. Président du Comité national des associations du souvenir, Lisette obtient à ce titre que l'on grave en avril 1988 deux inscriptions sur les murs du Panthéon à Paris. L'une à la mémoire de Toussaint Louverture, l'autre à celle de Louis Delgrès.
Il est élu membre titulaire de la première section de l'Académie des sciences d'outre-mer en 1979.
Il meurt le 3 mars 2001 à Port-de-Lanne (Landes).
Un groupe scolaire (école, collège, lycée) porte son nom à N'Djaména.

## Œuvres
- Le Combat du Rassemblement démocratique africain pour la décolonisation pacifique de l'Afrique noire, Présence africaine, 1983,  (ISBN 2-7087-0421-4).

## Sources et références
1. 1 2 3 4 5 6 7 8  « Gabriel, Francisco Lisette », sur assemblee-nationale.fr (consulté le 4 août 2025)
2. 1 2  Georges Chaffard, « Ce que fut la mission de M. Gabriel Lisette « ambassadeur itinérant » de la Communauté en Amérique centrale », sur monde-diplomatique.fr, décembre 1959 (consulté le 4 août 2025)
3. ↑  Bancel et Blanchard 2025, p. 284.
4. ↑  Bancel et Blanchard 2025, p. 278.
5. ↑  Agence France-Presse, « M. Gabriel Lisette évincé du gouvernement de Fort-Lamy dont il était vice-premier ministre », sur lemonde.fr, 26 août 1960 (consulté le 4 août 2025)
6. ↑  « LISETTE Gabriel, Francisco », sur maitron.fr (consulté le 4 août 2025)
7. 1 2  « Lisette Gabriel », sur presenceafricaine.com (consulté le 4 août 2025)
8. ↑  « LISETTE Gabriel », sur cths.fr (consulté le 4 août 2025)
9. ↑  « Décès le 3 mars 2001 à Port-de-Lanne, Landes, Nouvelle-Aquitaine (France) », sur openarchieven.nl (consulté le 4 août 2025)